# Biston johannaria
Biston johannaria  är en fjärilsart som beskrevs av Charles Oberthür 1913. Biston johannaria  ingår i släktet Biston och familjen mätare, Geometridae. Inga underarter finns listade i Catalogue of Life.